# Raoul Diagne
Raoul Diagne (10 de novembre de 1910 - 12 de novembre de 2002) fou un futbolista francès.

## Selecció de França
Va formar part de l'equip francès a la Copa del Món de 1938. Ha estat seleccionador del Senegal.